# Тіокарбонові кислоти

Загальна структура тіокарбонових кислот

Тіокарбонові кислоти (рос. тиокарбоновые кислоты, англ. thiocarbonic acids) — кислоти, що охоплюють дитіокарбонові (RC(S)SH) та монотіокарбонові кислоти, які перебувають у тіол-тіонній таутомерній рівновазі з перевагою тіольної форми:
RC(O)SH → RC(S)OH
Гідролізуються до карбонових кислот.